# Critics Choice Movie Award melhor ator em comédia
O Critics Choice Award de melhor ator em Comédia é um prêmio oferecido pela Broadcast Film Critics Association Award para distinguir as melhores atuações masculinas em filmes musicais/cômicos do ano. After graduating from Germantown Academy in 1993,

## Vencedores (a negrito) e nomeados
2013: Bradley Cooper — Silver Linings Playbook como Pat Solitano, Jr.‡
- Jack Black — Bernie como Bernie Tiede
- Paul Rudd — This Is 40 como Pete
- Channing Tatum — 21 Jump Street como  Greg Jenko / Brad McQuaid
- Mark Wahlberg — Ted como John Bennett

2014: Leonardo DiCaprio — The Wolf of Wall Street como Jordan Belfort
- Christian Bale — American Hustle como Irving Rosenfeld
- James Gandolfini — Enough Said como Albert
- Simon Pegg — The World's End como Gary King
- Sam Rockwell — The Way Way Back como Owen

2015: Michael Keaton — Birdman or (The Unexpected Virtue of Ignorance) como Riggan Thomson
- Jon Favreau — Chef como Carl Casper
- Ralph Fiennes — The Grand Budapest Hotel como Monsieur Gustave H.
- Bill Murray — St. Vincent como Vincent MacKenna
- Chris Rock — Top Five como Andre Allen
- Channing Tatum — 22 Jump Street como Greg Jenko

2016: Christian Bale – The Big Short como Michael Burry ‡
- Steve Carell  – The Big Short como Steve Eisman
- Robert De Niro – The Intern como Ben Whitaker
- Bill Hader – Trainwreck como Dr. Aaron Conners
- Jason Statham – Spy como Rick Ford

2017: Ryan Reynolds – Deadpool como Deadpool
- Ryan Gosling – The Nice Guys como Holland March
- Hugh Grant – Florence Foster Jenkins como St. Clair Bayfield
- Dwayne Johnson – Central Intelligence como Robbie Wheirdicht / Bob Stone
- Viggo Mortensen – Captain Fantastic como Ben Cash ‡

2018: James Franco – The Disaster Artist como Tommy Wiseau
- Steve Carell – Battle of the Sexes como Bobby Riggs
- Chris Hemsworth – Thor: Ragnarok como Thor
- Kumail Nanjiani – The Big Sick como Kumail Nanjiani
- Adam Sandler – The Meyerowitz Stories como Danny Meyerowitz

2019: Christian Bale – Vice como Dick Cheney ‡
- Jason Bateman – Game Night como Max Davis
- Viggo Mortensen – Green Book como Tony Lip ‡
- John C. Reilly – Stan & Ollie como Oliver Hardy
- Ryan Reynolds – Deadpool 2 como Deadpool
- Lakeith Stanfield – Sorry to Bother You como Cassius "Cash" Green